# Chapitres tournés en tous sens
Chapitres tournés en tous sens est un recueil de trois pièces pour piano d'Erik Satie, composé en 1913.

## Présentation
Chapitres tournés en tous sens est composé par Satie en août et septembre 1913. « Triptyque [...] des plus réussis » selon Guy Sacre, le cahier est créé par le pianiste Ricardo Viñes à la salle Érard le 14 janvier 1914, au cours d'un concert de la Société musicale indépendante.
La partition est publiée en 1913 par Eugène Demets.

## Structure
La suite, d'une durée moyenne d'exécution de cinq minutes environ, comprend trois mouvements :
1. Celle qui parle trop — Vif, dédié à Robert Manuel
2. Le porteur de grosses pierres — Très lent, dédié à Fernand Dreyfus[note 1]
3. Regrets des enfermés (Jonas et Latude) — Soyez modéré, dédié à Mme Claude Debussy (Emma Bardac)

## Analyse
De façon générale, Adélaïde de Place constate que le recueil « stigmatise avec ironie les rengaines à la mode ». À l'image de nombreuses œuvres de la période humoristique de Satie, les barres de mesure disparaissent de la partition.
Dans la première pièce, Celle qui parle trop, la femme qui parle trop s'exprime sur un « ostinato de croches volubiles » tandis que son mari, qui répond peu, « emprunte un air célèbre d'opéra-comique, mais s'impatiente sur un motif rythmé et saccadé », décrypte pour nous la musicologue. Guy Sacre souligne que ce mouvement perpétuel de triolets change un peu des « notations désolées, des fragments, des lents bavardages », et apprécie cette « musique descriptive du meilleur aloi ».

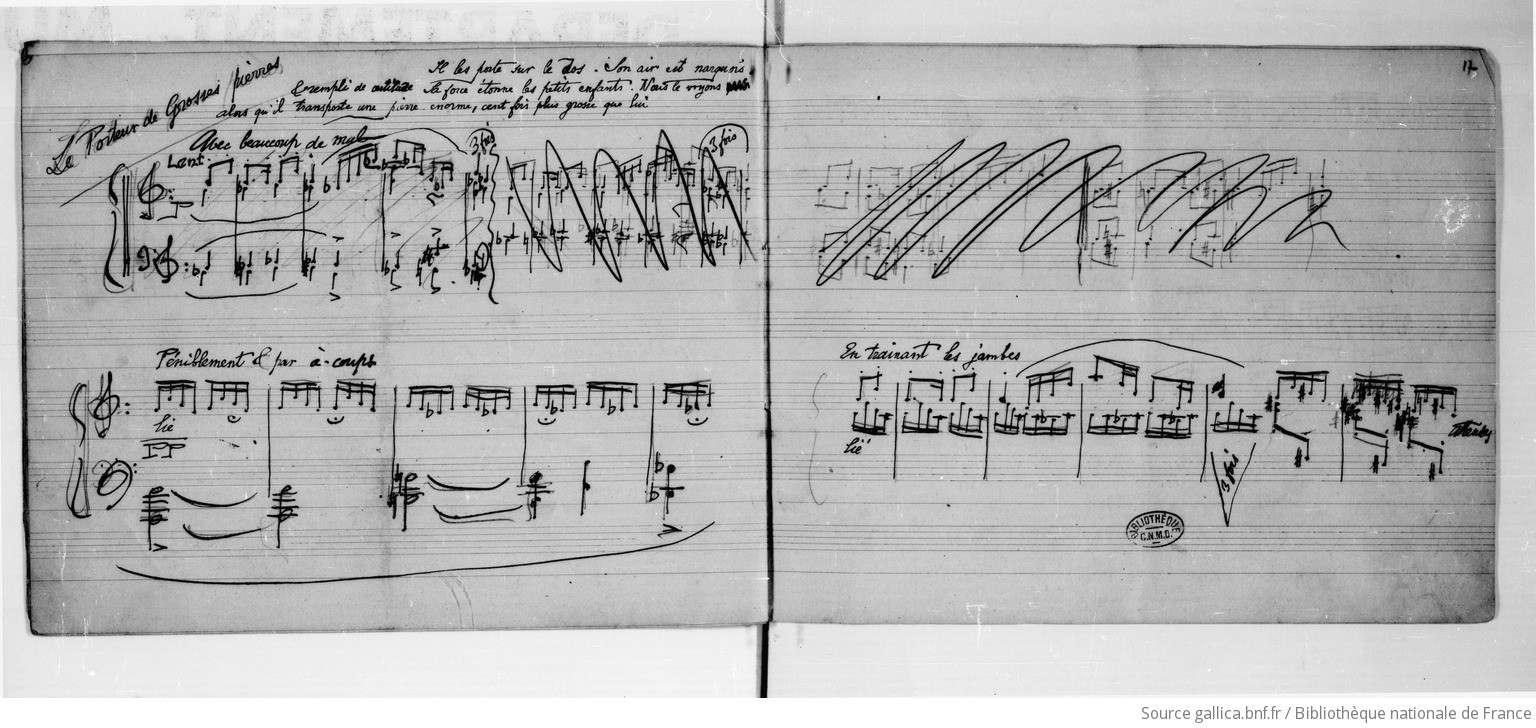
Première page du manuscrit autographe du Porteur de grosses pierres (deuxième pièce du recueil).

En exergue de la deuxième pièce, Le porteur de grosses pierres, sont placés ces mots de Satie : 

« Il les porte sur le dos. Son air est narquois et rempli de certitude. Sa force étonne les petits enfants. Nous le voyons alors qu'il transporte une pierre énorme, cent fois plus grosse que lui. (C'est une pierre ponce.) »

Le mouvement figure une marche déséquilibrée, où des points d'orgue s'invitent régulièrement au milieu du flot de doubles croches, exprimant toute la difficulté du porteur face à la lourdeur des pierres transportées. Dans la pièce, une citation de l'opéra-comique Rip de Planquette se fait entendre, et au dernier accord, très dissonant dans son empilement de toutes les notes de la gamme par tons, la grosse pierre tombe, tordant « brusquement le cou à l'émotion ». Vladimir Jankélévitch commente cette pièce et cette indication : « L'humour, chez Satie, ne sert-il pas à dégonfler la mégalomanie de la glorieuse apparence ? La redondance qui veut se faire aussi grosse que le bœuf est réduite à sa grenouillerie originaire ».

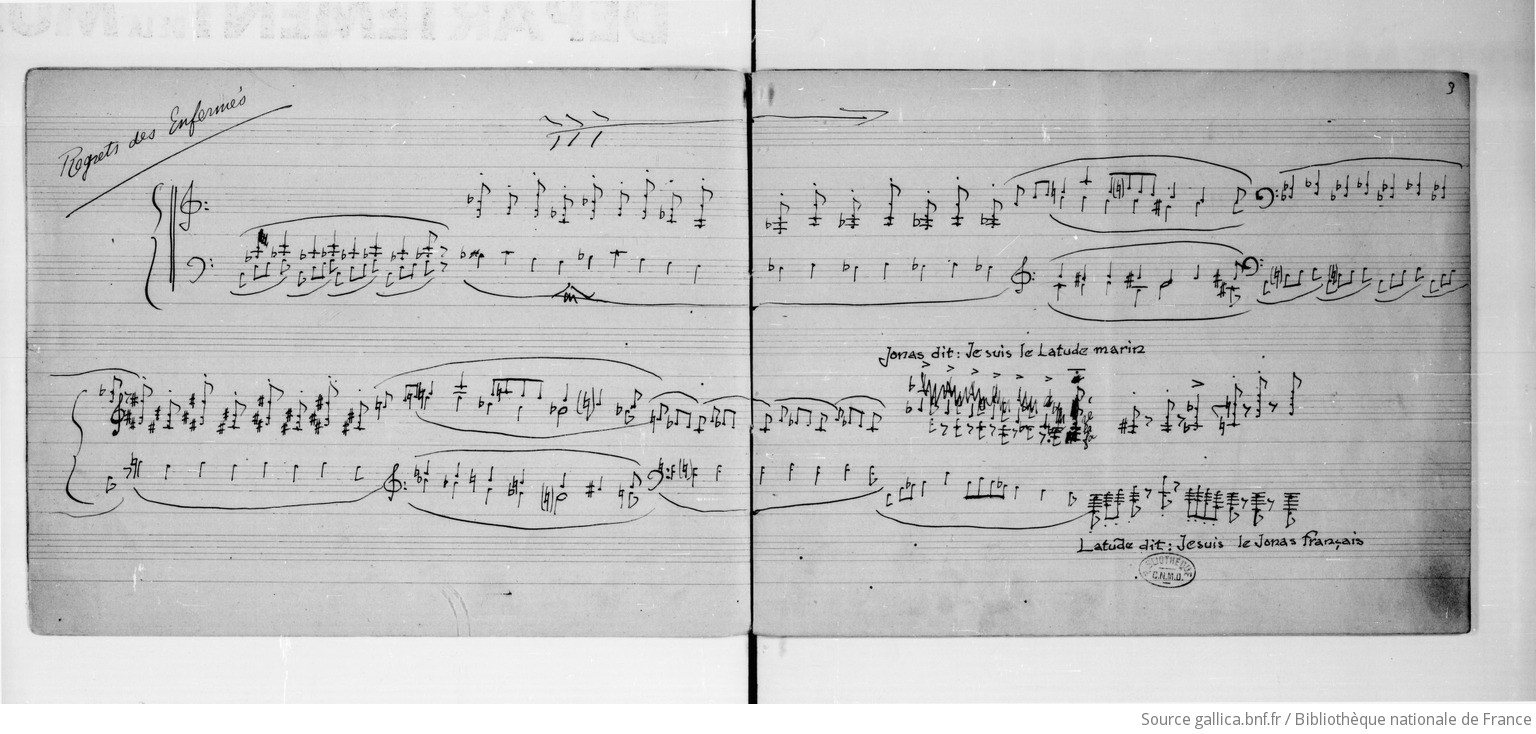
Première page du manuscrit autographe de Regrets des enfermés (troisième pièce du recueil).

Dans le troisième et dernier morceau, Regrets des enfermés, la plus réussie des trois pièces de l'ensemble selon Adélaïde de Place, ce sont les airs de Nous n'irons plus au bois et d'Une souris verte qui font d'ironiques apparitions.

## Discographie
- Mon ami Satie, « une heure d'humour en compagnie de Claude Piéplu » (récitant), Jean-Pierre Armengaud (piano), Harmonia Mundi, Mandala, MAN 4879, 1991.
- Tout Satie ! Erik Satie Complete Edition[8], CD 4, Aldo Ciccolini (piano), Erato 0825646047963, 2015.
- Satie : Gymnopédies - A Selection of Piano Pieces, Klara Körmendi (piano), Naxos 8.550305[9], 2001.
- Erik Satie Piano Music, Håkon Austbø (piano), Brilliant Classics 99384, 1999.